# Intervilles
«Intervilles» (укр. «Міжміські») — французьке ігрове і розважальне телешоу, чия концепція натхненна італійською програмою «Campanile sera» (транслювалася з 1959 по 1962 роки), створене 1962-го Гі Люксом і Клодом Саварі. В ефірі понад п’ятдесят років: незважаючи на кілька перерв, це одне з найдовших французьких ігрових шоу.
Шоу виходило з 17 липня 1962 року на телеканалі «RTF», потім на «ORTF». Після дванадцяти років відсутності повернулося 10 липня 1985 року на «FR3», потім з 4 липня 1986 року по 6 вересня 1999 роки транслювалося на «TF1». З 5 липня 2004 року транслювалося на «France 2», потім на «France 3» з 3 липня 2006 по 26 серпня 2009 роки.
Відтоді програму було зупинено, але спеціальний випуск транслювали 29 червня 2013 року на «France 2» до п’ятдесятої річниці гри, а міжнародну версію транслювали на «Gulli» з 6 вересня 2014 по 11 березня 2016 роки.
В грудні 2019 року французький ведучий Нагі у своєму Twitter-акаунті заявив, що в квітні 2020 року шоу повернеться, а зйомки пройдуть в парку «Діснейленд (Париж)» (фр. «Disneyland Paris»), але ці плани скасувала пандемія «COVID-19».

## Принцип гри
Два французькі міста дружньо протистоять одне одному в серії фізичних випробувань та ігор на спритність на землі, у воді та в повітрі. Шоу відбувається у великій зовнішній телевізійній студії («арені»), яка переходить від шоу до шоу, часто в місті однієї з двох команд.
Серед найвідоміших випробувань — ігри на біговій доріжці або спінері, які призводять до багатьох падінь і випробування з коровами, що дестабілізують учасників, безпосередньо навіяні грою «Ландські перегони».

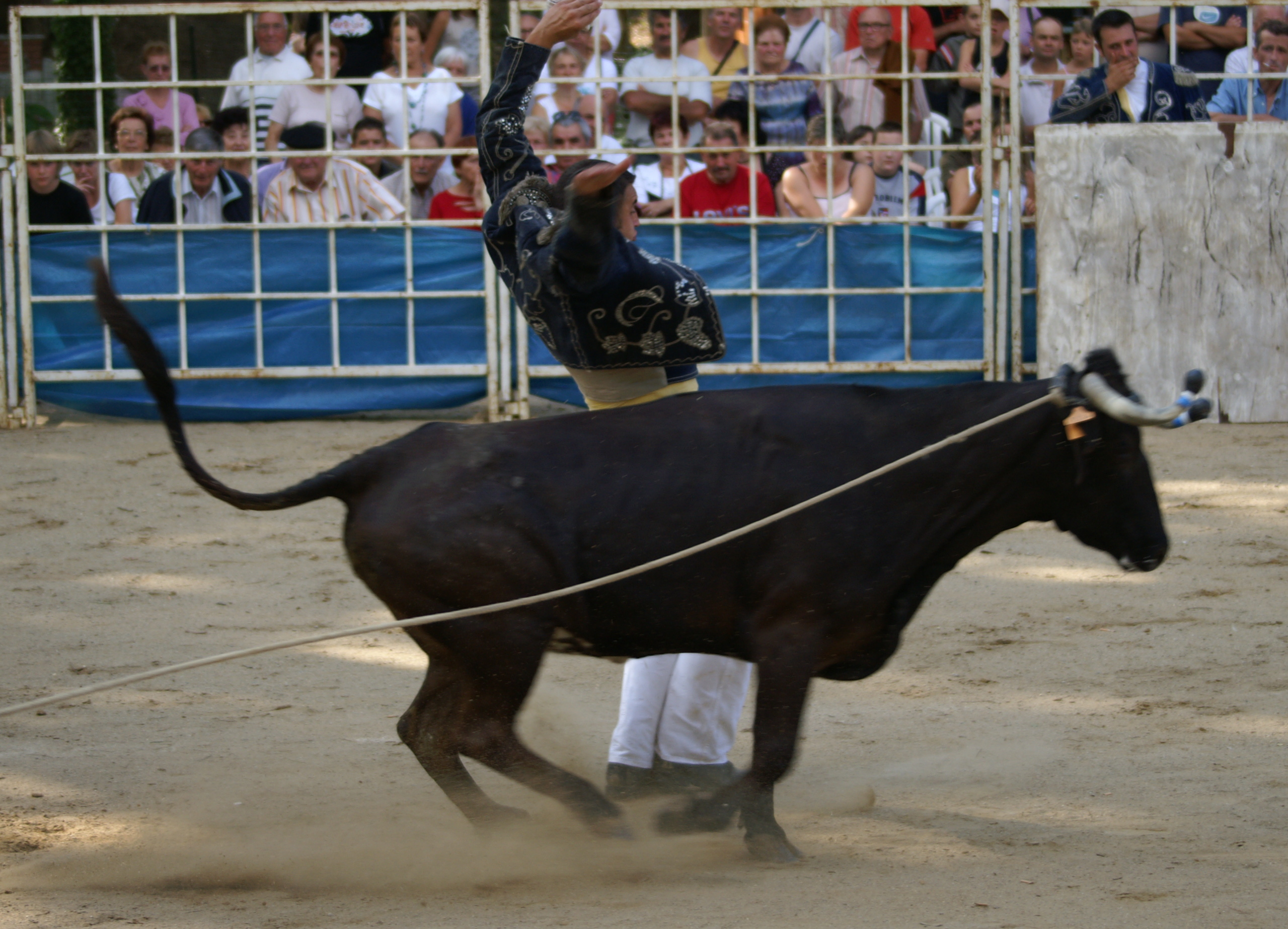
гра «Ландські перегони»

У версіях з 1962 по 1964 роки ігри санкціонуються 1 балом у разі перемоги, а нічия санкціонується по черзі 1 балом скрізь і 0 балами. У пізніших версіях (за винятком міжнародної версії) ігри найчастіше оцінюються в 2 бали і тому скрізь у разі нічиєї караються 1 балом, за винятком версії 2004 року, де ці два штрафи подвоюються.
Починаючи з 1986 року (або 1985) і за винятком сезону 2004 року команди можуть грати в джокер у грі на свій вибір, що подвоює їхній штраф за гру, тож у разі перемоги місто отримує 4 очки замість 2 і в разі нічиєї 2 очки замість 1 проти 1 для міста суперника.
Фінальна гра до 1999 року завжди має однакову форму (однак у 1971 році за нею йде перетягування канату, яке може принести до 4 очок). Команда, яка веде до позначки, представлена командою з трьох осіб, доповненою мером міста з 1985 року, відповідає на перше запитання, команда суперника відповідає на два послідовних запитання, а потім перша команда відповідає на друге запитання (тобто за схемою A-B-B-A).
Перед кожним запитанням мер міста обирає між коефіцієнтом 1 або 3 бали, в кінці кожного запитання відповідь нараховується стільки ж балів, що перевищує обраний коефіцієнт і стільки ж балів менше, якщо відповідь неправильна. З 1971 року (або 1970) кожне місто вибирає відповідно до різних правил для кожної пори року культурне поле запитання перед відповіддю.
У 2004 році гра була замінена фізичним зіткненням між трьома сильними чоловіками з обох команд. Згідно з грою «виклик» або «великий план», яка була введена раніше та перейменована на «стіну чемпіонів», кожен з учасників повинен піднятися по похилій площині 30° шляхом тягового руху, перший учасник починає з висоти, визначеної кількістю балів. позначені раніше.
Учасник, який торкається стіни ногами, повинен негайно спуститися. Однак згодом учасники отримують право використовувати коліна за умови, що вони тримають ноги вгору. Команда-переможець у цій фінальній грі виграє матч.
У 2009 році цей останній конкурс знову замінили іншим конкурсом зі скелелазіння, в якій брали участь п’ятнадцять учасників. Цей конкурс повторно використовували в міжнародній версії «Intervilles International».

## Історія версій гри

### Версія «RTF»
У 1962 році телетрансляцію 49-го випуску шоу «Тур де Франс» (фр. «Tour de France») було скасовано через суперечності щодо рекламних блоків. Щоб впоратися з невдоволенням глядачів, Гі Люкс, ведучий шоу «Чарт пісень» (фр. «Palmarès des chansons») пропонує адаптувати італійську розвагу «Campanile sera». Еммануель Робер і П'єр Брів купують права на «RTF».
Творець шоу Гі Люкс став ведучим разом з Леоном Зітроном. Перший фінал відбувся 27 вересня 1962 року між містами Дакс і Сент-Аман-лез-О. Фінал, який мав тривати годину-півтори, триває майже дві з половиною години через численні дискусії та скарги. Сент-Аман поступався з рахунком 11:3.

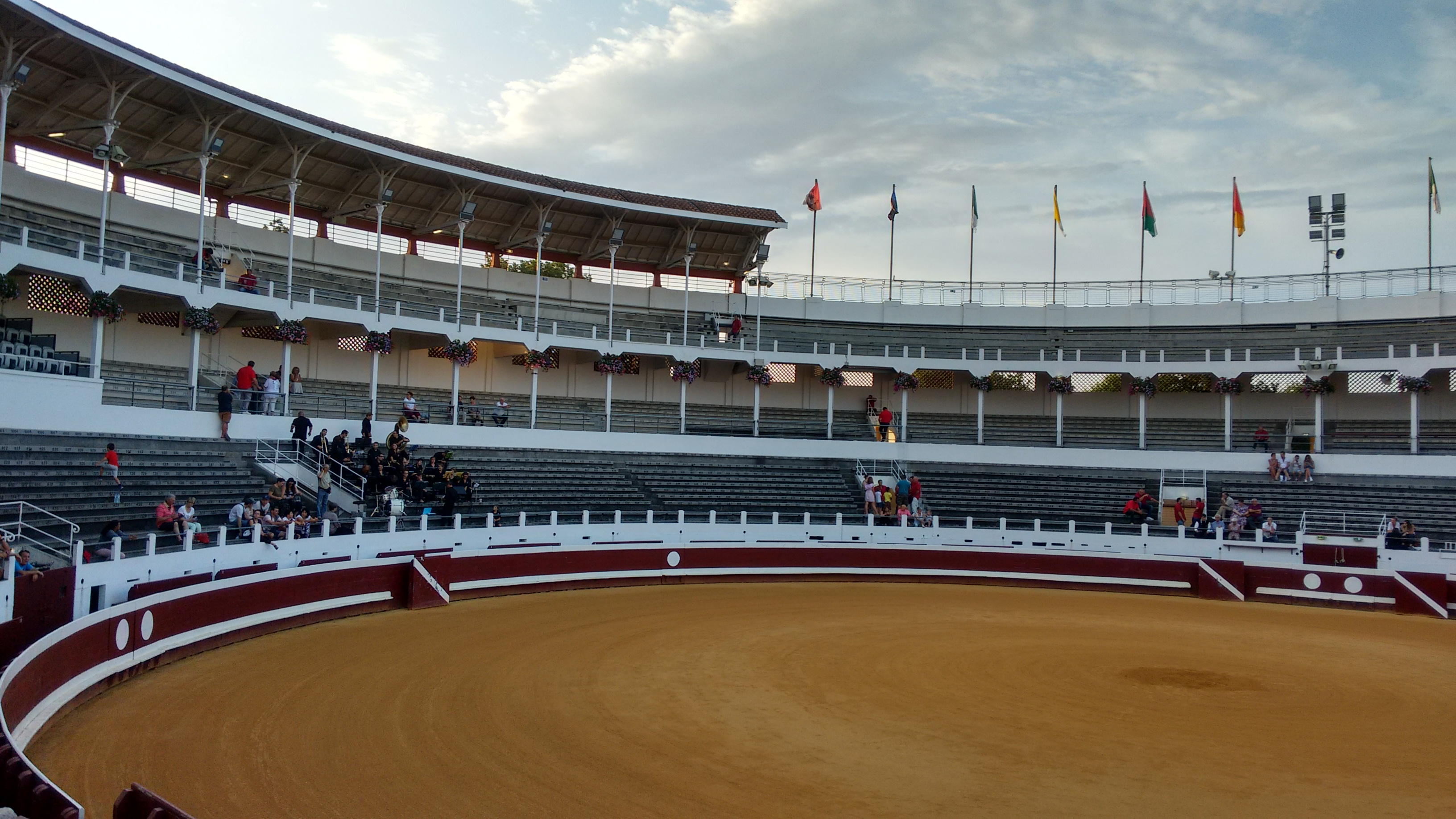
Арена Дакса, на якій знімався «Intervilles»

### Версія «ORTF» (1-й канал)
Версія «ORTF» транслювалася в 1964 році, потім в 1970—1971 роках і остання в 1973 році.

### Версія «FR3»
Після дванадцяти років відсутності «Intervilles» повернувся на «FR3» влітку 1985 року, а Гі Люкс продовжив керувати шоу. 10 липня, 17 липня і 24 липня 1985 року в ефір вийшли 3 тестові програми, які подивилися 8 мільйонів глядачів.

### Версія«TF1»
З 4 липня 1986 року шоу транслювали на «TF1» щоп'ятниці ввечері. Програма припиняється 1991-го після штрафу в 4 980 000 F, накладеного 22 квітня 1992 року на «TF1» вищою радою аудіовізуальних засобів: бренди «Laughing Cow», «Tiercé magazine» та «Champion» згадувалися та демонструвалися кілька разів, однак реклама продукту може здійснюватися лише під час рекламної вставки.
У липні 1995 року після чотирьох років відсутності «Intervilles» повернувся на «TF1» з Жаном-П'єром Фуко, Фабрісом, Наталі Сімон і Олів'є Чіабодо на чолі.
Шоу, режисером якого досі є Жиль Амадо, продюсує «GLEM». Формула змінюється, оскільки програма відбувається лише на одному місці, у місті-організаторі, порівняно з двома раніше.
Жан-П’єр Фуко захищає місто-господар, Фабріс — місто-гість, Наталі Сімон тестує ігри, а Олів’є Чіабодо їх судить. За першим протистоянням цієї нової концепції «Intervilles», яка протиставляє Валансьєн і Сент-Аман, стежили понад 9 мільйонів глядачів.

### Версія«France 2»і«France 3»

#### Сезон 2004
У 2004 році «France 2» вирішив повернути цю літню гру в ефір, але вже в новому форматі, розробленому «Mistral Production», щодня та в прайм-тайм. Крім того, шоу записується в Європа-парку в Німеччині на сайті німецького шоу. Фінал відбувся в середині серпня в Європа-парку.

#### Сезон 2005
У 2005 році France 2 повертається до основ шоу, але все ще без прямого ефіру.
Таким чином програма записується за тиждень до виходу в ефір. Її спільно виробляють «Mistral Production» та «Air Productions», режисер Дідьє Фресс, як і раніше з Нагі у ролі ведучого. Шоу досягає дуже хороших рейтингів, незважаючи на жорстку конкуренцію. Фінал проходить на аренах Арля і завершується перемогою Сен-Кантена.

#### Сезон 2006
Дія першого випуску відбувається в Ле-Туке, який приймає Сен-Кантен. Шоу повертається в прямий ефір, його продюсерами є Дідьє Фресс для перших трьох випусків і Жіль Амаду для інших шести. Фінал відбувається на аренах Німа в матчі між Німом і Мон-де-Марсаном, останній виграє.

#### Сезон 2007
Перші п'ять програм створені Дідьє Фрессом, а останні п'ять Лораном Даумом. У фінальному матчі між Мон-де-Марсаном і Каркассоном відбувається друга поспіль перемога Мон-де-Марсана, цього разу вдома.

#### Сезон 2008
Цей сезон завершився перемогою Дакса і показав певне вичерпання концепції. Шоу не знайшло своїх глядачів минулих років, не перевищивши планку в 3 мільйони.

#### Сезон 2009
13 вересня 2008 року Ален Вотьє, програмний директор «France 3» оголосив по антені «Europe 1», що «Інтервілю» загрожують.
Сезон 2009 року нарешті підписаний, але ціною серйозних змін і бюджету, зменшеного на 30% порівняно з попередніми роками.
У цьому сезоні відбудеться перша коронація Гепа, який переміг у фіналі Дакса, чинного чемпіона.

#### Перерва між 2010 і 2012 роками
3 грудня 2009 року Патріс Дюамель оголосив під час прес-конференції, що «Intervilles» не повернеться влітку 2010 року. Шоу скасовано, але, незважаючи на це, воно з’являється в Китаї. Франція бере участь у міжнародній версії шоу, яка не транслюється на французьких каналах.

#### Сезон 2013
Щоб відсвяткувати 50-річчя шоу, «Intervilles» повертається в суботу, 29 червня 2013 року, о 20:45 на єдиний вечір, під час якого Дакс зустрінеться з Сент-Аман-лез-О, як і в першому фіналі в 1962 році.
Шоу зібрало 3,8 мільйона глядачів і 20,4% частки ринку та стало «лідером» вечора.

#### Зупинка між 2014 і 2022 роками
Після трансляції цієї події «France Télévisions» не підписує новий сезон гри.
Концепція «Intervilles» повернулася в 2014 році. Тим не менш, це була міжнародна версія шоу і в серпні 2016 року, після трьох сезонів, канал «Gulli» оголосив, що шоу не повернеться.

Карта країн, які взяли участь у сезоні 2014 року

Карта країн, які взяли участь у сезоні 2015 року

#### Сезон 2023
Після десяти років відсутності «Intervilles» мав відродитися у 2023 році.

## Ідентичність гри

### Музична тема
З 1985 року музичною темою шоу є пісня гурту «The Citizen's Band» «Shanana», яка з'явилася того ж року. Вона була реміксована шість разів (у 1985, 1995, 1998, 1999, 2004 та 2009 роках) спеціально для шоу.
Спочатку «The Citizen's Band» «черпав» натхнення з пісні гурту «The J. Geils Band» «Centerfold», яка з'явилася 1981 року, щоб створити цю популярну та привабливу мелодію.

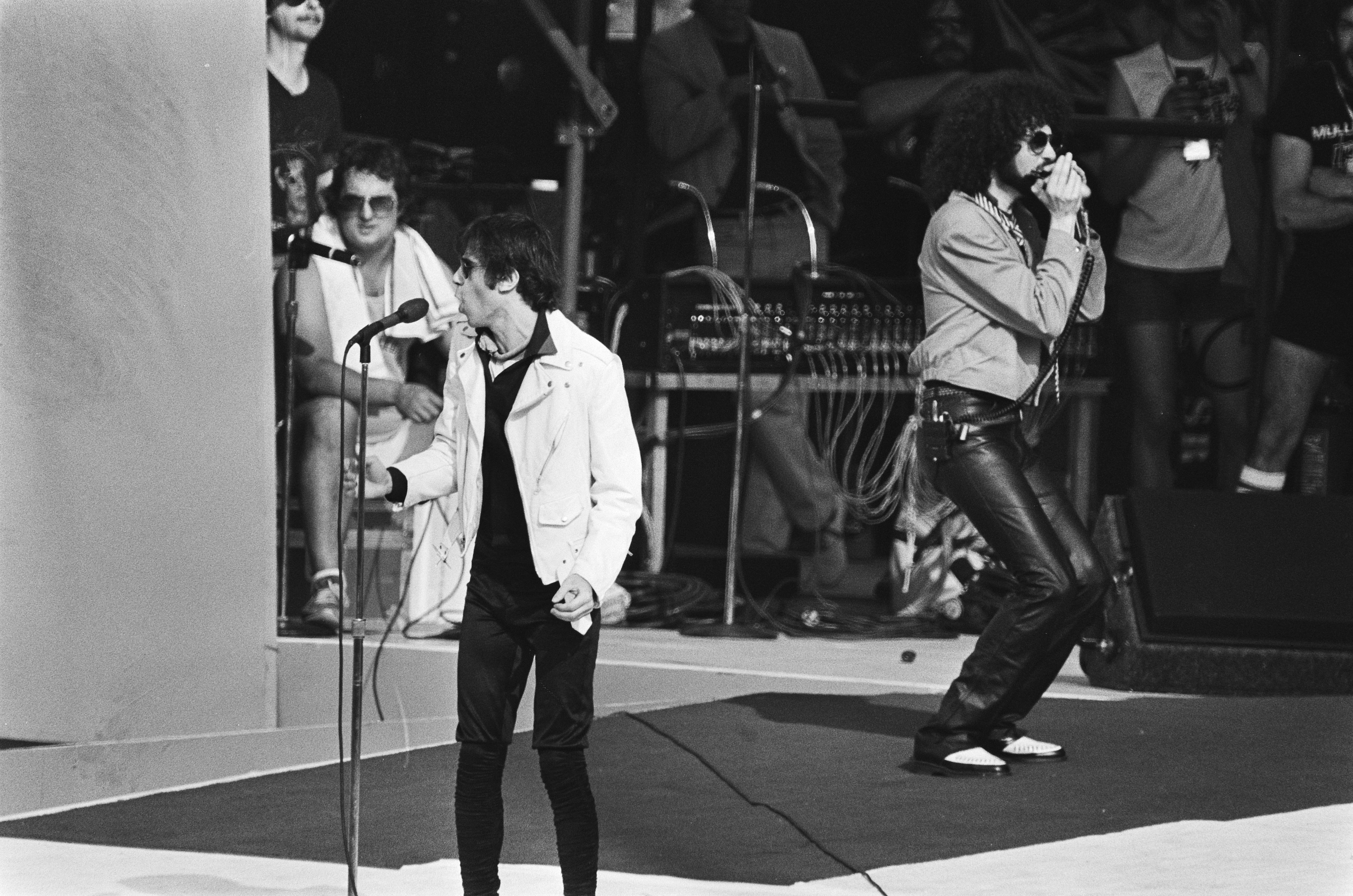
гурт «J. Geils Band»

### Трансляція
| Телеканал          | Рік  | Країна  |
| ------------------ | ---- | ------- |
| «RTF»              | 1962 | Франція |
| «RTF»              | 1963 | Франція |
| «ORTF»             | 1964 | Франція |
| «ORTF»             | 1970 | Франція |
| «ORTF»             | 1971 | Франція |
| «ORTF»             | 1973 | Франція |
| «France Régions 3» | 1985 | Франція |
| «TF1»              | 1986 | Франція |
| «TF1»              | 1987 | Франція |
| «TF1»              | 1988 | Франція |
| «TF1»              | 1989 | Франція |
| «TF1»              | 1990 | Франція |
| «TF1»              | 1991 | Франція |
| «TF1»              | 1995 | Франція |
| «TF1»              | 1996 | Франція |
| «TF1»              | 1997 | Франція |
| «TF1»              | 1998 | Франція |
| «TF1»              | 1999 | Франція |
| «France 2»         | 2004 | Франція |
| «France 2»         | 2005 | Франція |
| «France 3»         |      | Франція |
| 2006               |      | Франція |
| 2007               |      | Франція |
| 2008               |      | Франція |
| 2009               |      | Франція |
| «France 2»         | 2013 | Франція |
| «Gulli»            | 2014 | Франція |
| «Gulli»            | 2015 | Франція |
| «Gulli»            | 2016 | Франція |
| «France 2»         | 2023 | Франція |

### Ведучі
| Імена                             | Зображення | Роки діяльності            |
| --------------------------------- | ---------- | -------------------------- |
| Гі Люкс                           |            | 1962—1991                  |
| Леон Зітрон                       |            | 1962—1991                  |
| Сімона Гарньє                     |            | 1962—1991                  |
| Роже Кудерк                       |            | 1962                       |
| Клод Саварі                       |            | 1989—1991                  |
| Евелін Леклерк                    |            | 1991                       |
| Деніз Фабр                        |            | 1991                       |
| Патрік Руй                        |            | 1991                       |
| Жан-П'єр Фуко                     |            | 1995—1999                  |
| Фабріс                            |            | 1995—1997 і 1999           |
| Наталі Сімон                      |            | 1995—1999, 2005—2009, 2013 |
| Олів'є Чіабодо                    |            | 1995—1998                  |
| Тьєррі Ролан                      |            | 1997                       |
| Жульєн Курбе                      |            | 1998                       |
| Лоран Маріотт                     |            | 1998—1999                  |
| Дельфін Анаіс                     |            | 1998                       |
| Роберт Вюрц                       |            | 1998—1999, 2004—2007       |
| Олів'є Гранжан                    |            | 1999, 2014—2016            |
| Нагі                              |            | 2004—2005                  |
| Жульєт Арно                       |            | 2004                       |
| Патріс Лаффон                     |            | 2005                       |
| Філіп Корті                       |            | 2005—2008                  |
| Олів'є Аллеман                    |            | 2005—2009                  |
| Ванесса Долмен                    |            | 2006—2007                  |
| Текс                              |            | 2006—2008, 2013            |
| Жульєн Леперс                     |            | 2006—2008                  |
| Алессандро ді Сарно               |            | 2008                       |
| Сандра Муругія                    |            | 2008                       |
| Нельсон Монфор                    |            | 2009                       |
| Філіп Канделоро                   |            | 2009                       |
| Мішель Менетріє                   |            | 2009, 2013                 |
| Олів'є Мінь                       |            | 2013                       |
| Алі Фіцджеральд Мур «Великий Алі» |            | 2013                       |

### Арбітри
- Роберт Вурц судив події в 1998 році та з 2004 по 2007 рік.
- Олів'є Гранжан облаштував протистояння між Парижем і Пекіном у 1999 році.
- Олів'є Аллеман судив шоу з 2007 (починаючи з 3-го шоу) до 2009 року.
- Текс навів порядок у шоу в 2013 році.

### Ді-джеї
З 2005 року (за винятком 2009 року) для музичного оформлення шоу присутній ді-джей. Наразі цю роль виконували два різних ді-джеї:
- Філіп Корті (з 2005 по 2008 роки)
- Алі Фіцджеральд Мур «Великий Алі» (2013)

## «Intervilles» по всьому світу

### «Intervilles International»
З 2005 року «Mistral Production» організовує міжнародну версію «Intervilles International», у яких змагаються кілька команд, кожна з яких представляє свою країну. Рефері всіх цих міжнародних версій — Олів’є Гранжан.
9 сезонів знято во Франції, 1 сезон 2005 року знято в Мартігі, 2—3 сезони 2006 року в Сен-П'єрі і Сент-Максімі, 4—5 сезони 2007—2008 років в Кань-сюр-Мері, 6 сезон 2009 року в Амневілі, 7 сезон 2010 року в Арпажоні, 8—9 сезони 2011—2012 років в Ессоні. 2 сезони знято за кордоном, 10 сезон 2014 року знято в Будапешті, 11—12 сезони 2015—2016 років на острові Хайнань.
У 2011 році формат було перейменовано в «The Biggest Game Show in the World».
| Сезон | Країни                                                            | Місце зйомок                                 | Рік  |
| ----- | ----------------------------------------------------------------- | -------------------------------------------- | ---- |
| 1     | Франція КНР Росія Україна                                         | місто Мартіг, Франція                        | 2005 |
| 2     | Франція КНР Росія Україна                                         | острів Реюньйон, затока Сен-П'єр, Франція    | 2006 |
| 3     | Італія Румунія Росія Україна                                      | місто Сен-Тропе, затока Сент-Максім, Франція | 2006 |
| 4     | КНР США Росія Казахстан                                           | муніципалітет Кань-сюр-Мер, Франція          | 2007 |
| 5     | КНР США Росія Казахстан                                           | муніципалітет Кань-сюр-Мер, Франція          | 2008 |
| 6     | КНР США Росія Білорусь                                            | муніципалітет Амневіль, Франція              | 2009 |
| 7     | Франція КНР Росія Білорусь                                        | місто Париж, муніципалітет Арпажон, Франція  | 2010 |
| 8     | Франція КНР Велика Британія Чехія Вірменія Росія Україна Білорусь | місто Париж, муніципалітет Ессон, Франція    | 2011 |
| 9     | Франція КНР Іспанія Греція Росія Казахстан                        | місто Париж, муніципалітет Ессон, Франція    | 2012 |
| 10    | Франція Єгипет Угорщина США Канада Бразилія Індонезія Росія       | місто Будапешт, Угорщина                     | 2014 |
| 11    | Франція КНР Угорщина Алжир Казахстан                              | острів Хайнань, Китай                        | 2015 |
| 12    | Франція КНР Угорщина Алжир Казахстан                              | острів Хайнань, Китай                        | 2016 |

### Міжнародні версії
| Назва                                                                                        | Телеканал                     | Країна    |
| -------------------------------------------------------------------------------------------- | ----------------------------- | --------- |
| «Intervilles» (укр. «Міжміські») «Intervilles International» (укр. «Міжміські Міжнародні»)   | «1re» «Gulli»                 | Франція   |
| «城市之间» (укр. «Між містами»)                                                              | «CCTV»                        | КНР       |
| «Grand Prix Internationa» (укр. «Гран-прі Міжнародний»)                                      | «FORTA»                       | Іспанія   |
| «Լավագույներից Լավագույները» (укр. «Кращі з кращих»)                                         | «H2 TV»                       | Вірменія  |
| «Aréna národů» (укр. «Арена націй»)                                                          | «Prima»                       | Чехія     |
| «The Biggest Game Show in the World (Greece)» (укр. «Найбільше ігрове шоу у світі (Греція)») | «ANT1»                        | Греція    |
| «The Biggest Game Show in the World (Asia)» (укр. «Найбільше ігрове шоу у світі (Азія)»)     | «RCTI» «VTC9» «Kantana» «TV5» | Малайзія  |
| «Játék határok nélkül» (укр. «Ігри без кордонів»)                                            | «M1»                          | Угорщина  |
| «Большие гонки» (укр. «Великі перегони»)                                                     | «Перший канал»                | Росія     |
| «Игры патриотов» (укр. «Ігри патріотів») «Битва наций» (укр. «Битва націй»)                  | «Інтер» «ICTV»                | Україна   |
| «Намыс дода» (укр. «На честь»)                                                               | «Казахстан» («Qazaqstan»)     | Казахстан |
| «Битва городов» (укр. «Битва міст») «Битва титанов» (укр. «Битва титанів»)                   | «ОНТ»                         | Білорусь  |

### Ведучі
| Країна    | Імена                             | Зображення | Роки діяльності |
| --------- | --------------------------------- | ---------- | --------------- |
| Україна   | Павло Костіцин                    |            | 2005—2006       |
| Росія     | Дмитро Нагієв                     |            | 2005—2014       |
| Казахстан | Нурлан Коянбаєв                   |            | 2007—2015       |
| Білорусь  | Вадим Галигін                     |            | 2008—2009       |
| Білорусь  | Люція Лущик                       |            | 2008—2009       |
| Білорусь  | Дмитро Танкович                   |            | 2009            |
| Білорусь  | Люція Лущик                       |            | 2009            |
| Білорусь  | Євген Булка                       |            | 2010—2011       |
| Білорусь  | Люція Лущик                       |            | 2010—2011       |
| Україна   | Андрій Кузьменко «Кузьма Скрябін» |            | 2011            |
| Франція   | Джоан Фаггіанеллі                 |            | 2014—2016       |
| Франція   | Сесіль де Менібус                 |            | 2014—2016       |

### Трансляція

#### Прем'єрні покази
| Назва                       | Сезони | Телеканал        | Період трансляції                        | Країна    |
| --------------------------- | ------ | ---------------- | ---------------------------------------- | --------- |
| «Ігри патріотів»            | 1—3    | «Інтер» «Інтер+» | з 17 вересня 2005 по 2 грудня 2006 роки  | Україна   |
| «Великі перегони»           | 1—10   | «Перший канал»   | з 25 вересня 2005 по 14 грудня 2014 роки | Росія     |
| «Намыс дода»                | 1—4    | «Казахстан»      | з 2007 по 2015 роки                      | Казахстан |
| «Битва міст»                | 1—2    | «ОНТ»            | з 2008 по 2009 роки                      | Білорусь  |
| «Битва титанів»             | 1—3    | «ОНТ»            | з 2009 по 2011 роки                      | Білорусь  |
| «Битва націй»               | 1      | «ICTV»           | з 4 вересня по 26 листопада 2011 року    | Україна   |
| «Intervilles International» | 1—3    | «Gulli»          | з 6 вересня 2014 по 4 березня 2016 роки  | Франція   |

#### Повторні покази
| Назва             | Сезони              | Телеканал             | Період трансляції                                     | Країна  |
| ----------------- | ------------------- | --------------------- | ----------------------------------------------------- | ------- |
| «Ігри патріотів»  | 1—3                 | «Інтер»               | з 2005 по 2006 роки, в 2007 році                      | Україна |
| «Ігри патріотів»  | 1—3                 | «Інтер+»              | з 2005 по 2006 роки, в 2007 році, з 2010 по 2011 роки | Україна |
| «Ігри патріотів»  | «Назад у майбутнє!» | «К1»                  | з 2008 по 2009 роки                                   | Україна |
| «Ігри патріотів»  | 1—3                 | «Мега»                | з 2010 по 2011 роки                                   | Україна |
| «Ігри патріотів»  | 2                   | «Перший національний» | в 2012 році                                           | Україна |
| «Великі перегони» | 1—10                | «Перший канал»        | з 2006 по 2015, з 2018 по 2020 роки                   | Росія   |
| «Великі перегони» | 1—5                 | «Мега»                | з 2010 по 2011 роки                                   | Україна |
| «Битва націй»     | 1                   | «ICTV»                | з 2011 по 2012 роки                                   | Україна |

## Продукція виробництва «Intervilles»
- В 1962 році Гі Люкс і П'єр Брів спільно з виробництвом «Interlude» випустили власну настільну гру по мотивам шоу в жанрі «електронна вікторина», матеріалом для корпусу гри є пластик[50].
- В 1964 році Гі Люкс і Леон Зітрон спільно з лейблом «Président» випустили власну вінілову платівку «Le Tango d'Intervilles», в композиціях якої вони висміюють персонажів шоу[51].
- В 1995 році виробництво «Avimage» випустило картонні фішки, на яких зображено логотип каналу «TF1», бика і ведучих сезону цього ж року Олів'є Чіабодо, Жана-П'єра Фуко, Фабріса і Наталі Сімон, а над ними напис «TF1 Intervilles 95»[52].